# Explication de texte
Explication de texte je francouzská metoda rozboru a výkladu textu. Jejím cílem bylo stát se praktickým nástrojem, do kterého by nezasahovalo jakékoliv teoretické zevšeobecňování, či filozofické postupy. Učí číst, cílem je deskripce, tedy čistý popis. Na základě série analytických postupů, rozboru konkrétních rysů a detailů se snaží odhalit celou strukturu díla. Svůj největší úspěch zaznamenala na počátku 20. století jako metoda školské praxe, dobře se ji dařilo na francouzských středních školách. Přestože původně byla hlavně pedagogickým nástrojem, v pozdějších dobách se dobře uplatnila v oblasti literární kritiky.
Ve francouzské literární kritice byl jejím hlavním zastáncem Gustave Lanson (1857-1934), autor ideje „literární sociologie“, tedy vztahu mezi společenskými vlivy na autora, textem a očekáváním čtenáře. Dospěl k závěru, že text není ani čistým plodem tlaků a myšlení společnosti, ani osobním výsledkem tvorby autorovy imaginace, ale představuje právě jakousi „fúzi“ obého.[zdroj?]
Na explication du texte navázala modernější metoda s názvem „Close reading“, která dnes tvoří podstatnou část současné literární kritiky a která se s ní často zaměňuje.[zdroj?]
Analýza Explication de texte stojí na osmi krocích[zdroj?]:
1. situování pasáže v textu
2. určit téma a syžet
3. určit stavbu a kompozici
4. určit slovník, syntax a gramatiku
5. určit výběr slov, stylistiku, veršovou strukturu, stylistické figury, obrazy, styl
6. určit hlavní myšlenku, závěr
7. určit prameny, vlivů a vzniku zkoumaného textu, či úryvku
8. hodnocení a kritika textu